# Île Kô Ngéaa Ké
L’île Kô Ngéaa Ké est un îlot de Nouvelle-Calédonie appartenant administrativement à l'île des Pins.
Il y a sur l'îlot un restaurant et un hôtel. 
Un pont le relie à l’île des Pins dont il n'est séparé que par un bras de mer d'environ 80 m de largeur. 